# Adăpost antiaerian

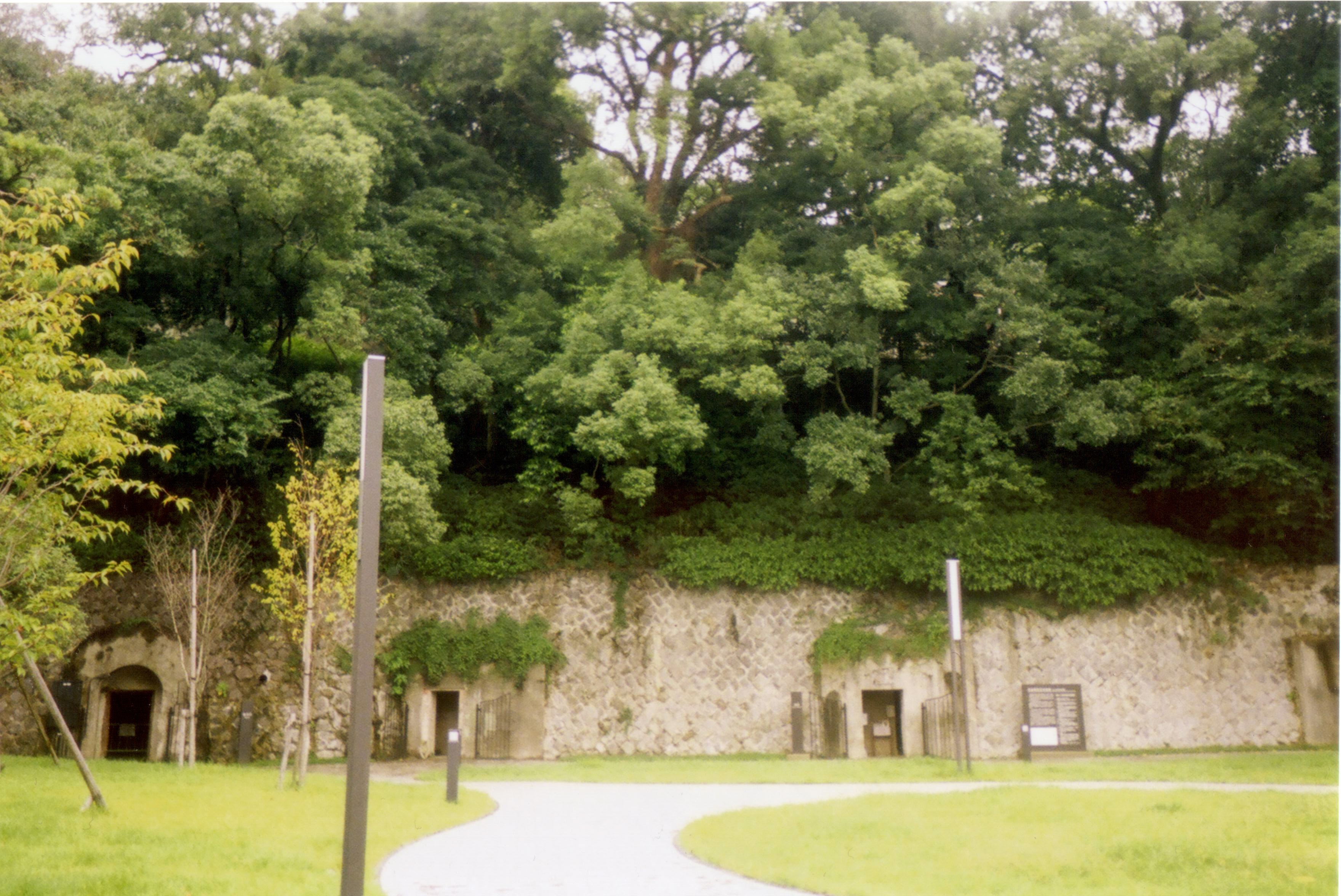
Adăpost antiaerian în Tateyama, Nagasaki, Nagasaki.

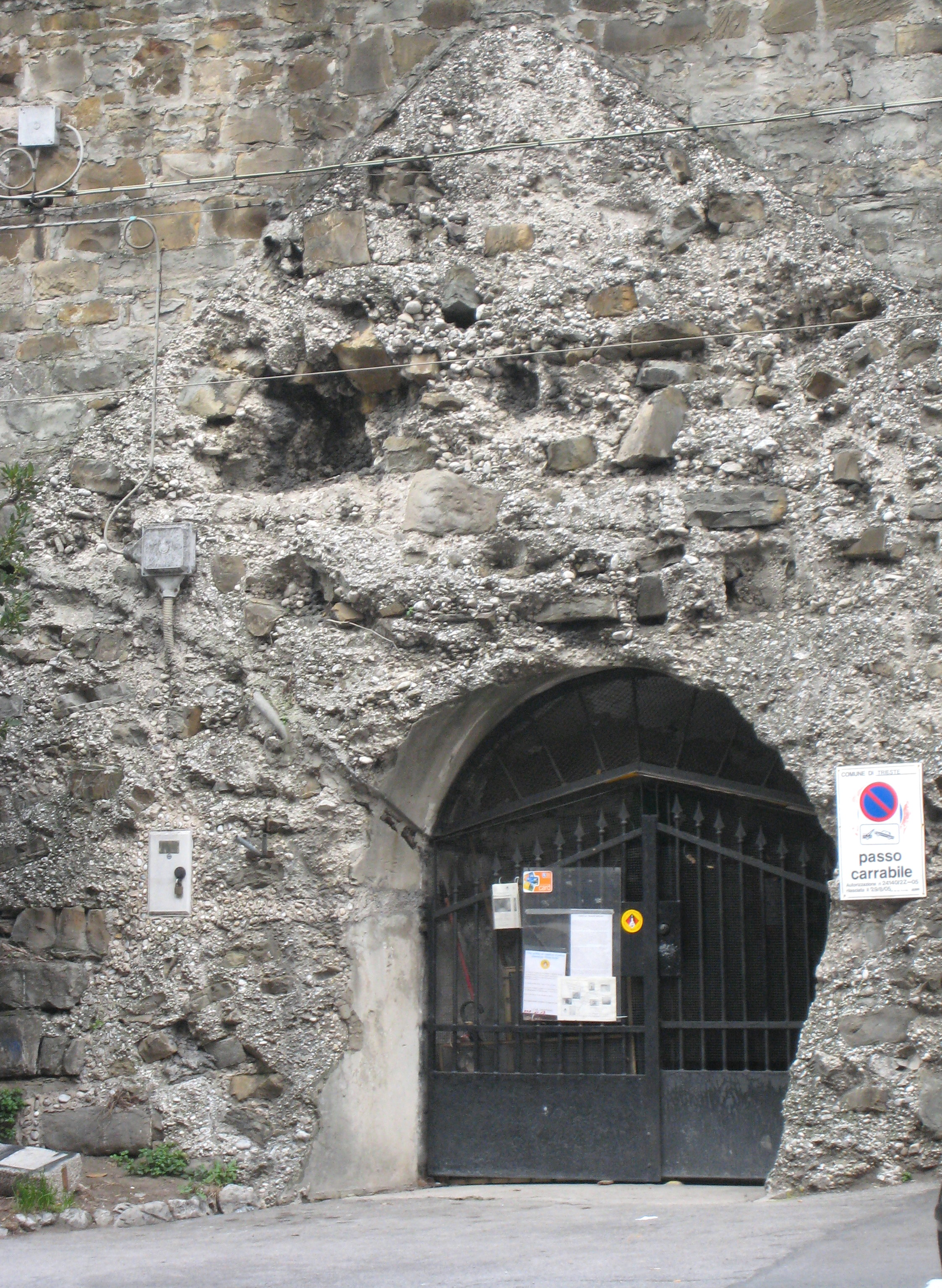
Kleines Berlin (Micul Berlin în germană) este complexul de tuneluri subterane antiaeriene datând din timpul celui de-al Doilea Război Mondial, care încă mai există în Trieste, Italia.

Adăposturile antiaeriene, cunoscute, de asemenea, ca refugii antiaeriene, sunt structuri pentru protejarea necombatanților, precum și a combatanților, împotriva atacurilor aeriene ale inamicului. Ele sunt similare cu buncărele în multe privințe, deși nu sunt concepute pentru apărarea împotriva atacurilor de la sol (dar multe au fost folosite cu succes ca structuri defensive în astfel de situații).
Înaintea celui de-al Doilea Război Mondial, în mai 1924, a fost înființat în Marea Britanie un comitet de apărare împotriva atacurilor aeriene (Air Raid Precautions Committee). Timp de mai mulți ani au fost realizate puține progrese în construirea de adăposturi din cauza conflictului aparent ireconciliabil între necesitatea de a trimite populația în adăposturi subterane și necesitatea de a o menține deasupra solului pentru a o proteja împotriva atacurilor cu gaze toxice. În februarie 1936 secretarul de stat al afacerilor interne a numit un comitet tehnic privind măsurile structurale de precauție împotriva atacurilor aeriene.
Până în noiembrie 1937 a avut loc doar un progres lent din cauza lipsei unor informații serioase cu privire la modul de proiectare a adăposturilor și comitetul a propus ca Ministerul de Interne mai degrabă să constituie un departament propriu de cercetare a măsurilor structurale de precauție decât să se bazeze pe cercetările efectuate de Bombing Test Committee. Această propunere a fost în cele din urmă pusă în aplicare în ianuarie 1939.
În timpul negocierii acordului de la München, autoritățile locale au săpat tranșee pentru a oferi adăpost în cazul unui atac german. După încheierea acordului, guvernul britanic a decis să efectueze permanent acest gen de lucrări, amenajând tranșee căptușite cu prefabricate din beton. Acestea s-au dovedit însă a fi ineficiente. Guvernul a decis, de asemenea, să construiască gratuit familiilor cele mai sărace adăposturi Anderson și să furnizeze materiale din oțel pentru adăposturile amenajate în subsoluri.

## În al Doilea Război Mondial
Adăposturile antiaeriene au fost construite special pentru a servi ca protecție împotriva raidurilor aeriene inamice. Cu toate acestea, edificii preexistente proiectate pentru a îndeplini alte funcții, cum ar fi stațiile de metrou, tunelurile, pivnițele caselor sau subsolurile unor clădiri mai mari și arcele viaductelor de cale ferată, aflate deasupra solului, au servit adesea pentru protejarea oamenilor în timpul raidurilor aeriene. Un adăpost  frecvent utilizat cunoscut ca adăpost Anderson a fost construit în grădinile caselor și era dotat cu paturi pentru a servi ca refugiu în timpul raidurilor aeriene.

### Beciuri

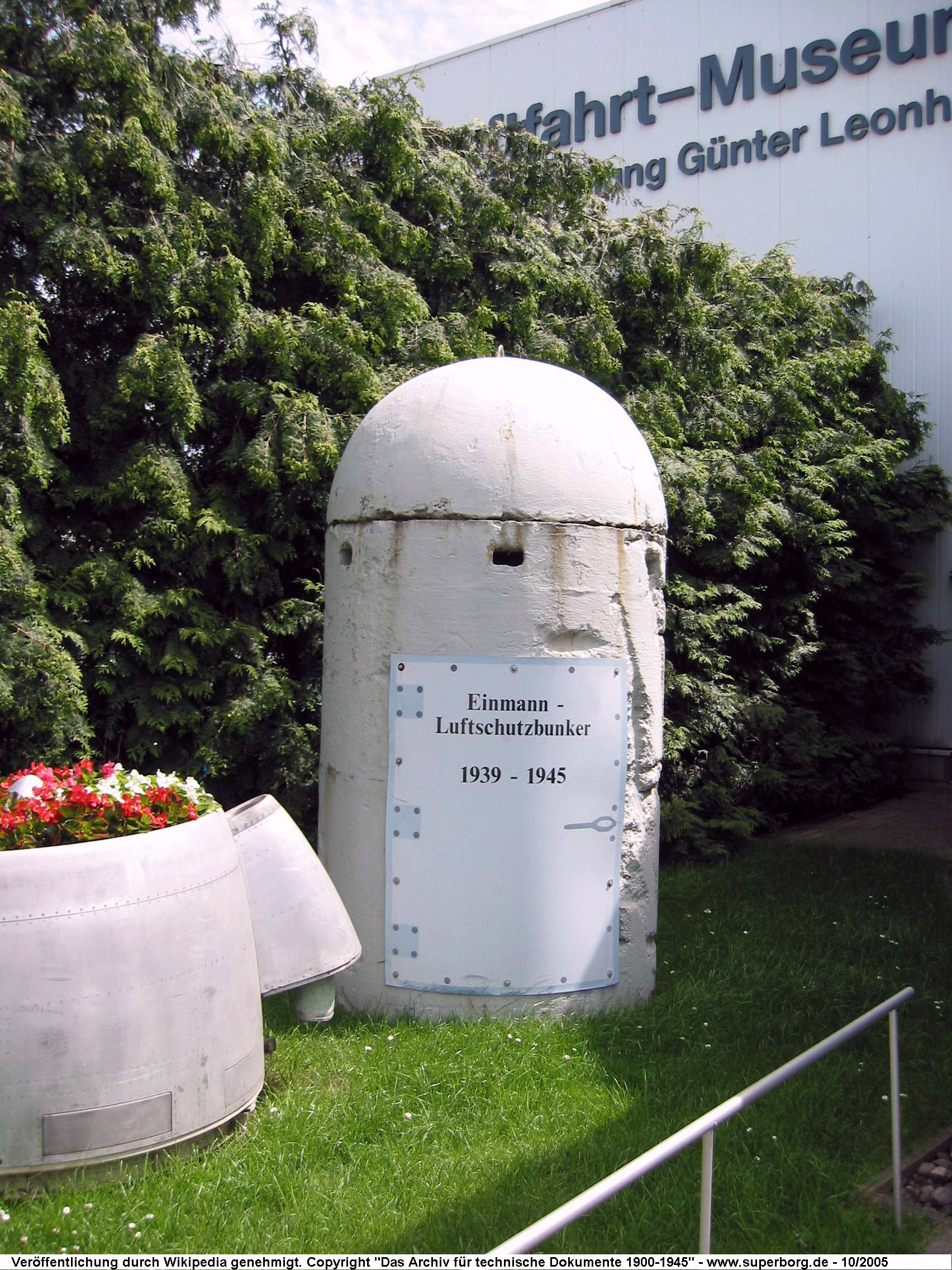
Un adăpost antiaerian pentru o singură persoană expus la Muzeul aviației Günter Leonhardt de lângă Hanovra, Germania.

Beciurile au fost întotdeauna mult mai importante în Europa Continentală decât în Regatul Unit, iar în Germania aproape toate casele și blocurile de apartamente au fost și încă sunt construite cu beciuri. Din acest motiv, măsurile de precauție împotriva atacurilor antiaeriene în timpul celui de-al Doilea Război Mondial au putut fi implementate de autorități mai ușor în Germania decât în Marea Britanie. Principalul aspect urmărit a fost să se constate dacă beciurile erau pregătite pentru a-i găzdui pe toți locuitorii dintr-o clădire, dacă toate trapele și ferestrele de protecție existau și erau funcționale, dacă accesul la beciurile putea fi făcut în condiții de siguranță în cazul unui raid aerian, dacă ocupanții odată aflați în interior erau asigurați împotriva altor incidente posibile și dacă mijloacele de evacuare în caz de urgență erau ușor accesibile.
Cu toate acestea, funcționalitatea inadecvată a beciurilor și subsolurilor a devenit evidentă în cazul incendiilor provocate de atacurile aeriene din cele mai mari orașe germane, în special Hamburg și Dresda. Atunci când clădirile și blocurile de apartamente în flăcări s-au prăbușit din cauza vânturilor puternice, ocupanții au rămas de multe ori blocați în aceste adăposturi subterane, care au devenit, de asemenea, supraaglomerate după sosirea de locuitori din clădirile care se dovediseră nesigure în atacurile anterioare. Unii pasageri au murit în urma unor atacuri de cord cauzate de căldură sau a intoxicației cu monoxid de carbon.

### România
În România sunt în total 4.538 de adăposturi, din care cele mai multe în București-Ilfov (BIF) (1.190), iar cele mai puține în Sălaj (13), Ialomița (13) și Vrancea tot 13.[nefuncțională]